# Liste des anciennes communes de Seine-et-Marne
Depuis la Révolution française, plusieurs communes de Seine-et-Marne ont subi des modifications de périmètre territorial — par le biais de fusions ou de démembrements — ou le passage d'un hameau d'une commune à une autre ou bien des changements de nom, que la liste s'attache à présenter.

## Contexte
Alors que les communes d’Ancien Régime sont supprimées par les décrets du 4 août 1789 de l’Assemblée constituante, une nouvelle forme communale émerge en France avec le décret législatif du 14 décembre 1789 concernant la constitution des municipalités. Le Législateur révolutionnaire, dans une logique de rationalisation, souhaite uniformiser les dénominations des plus petites structures d’administration territoriale. C’est sous la Convention, par un décret du 10 brumaire an II, que le terme « commune » est harmonisé à tous les anciens bourgs, villes, paroisses ou communautés.
En 1795, le territoire du département de Seine-et-Marne comportait 572 communes par rapport à son nombre actuel. Celui-ci va diminuer et passait à 556 communes en 1836, puis à 534 communes en 1914 et à 514 communes en 1982. Alors que le département comptait encore 514 communes au 1er janvier 2014, 507 communes forment son territoire depuis le 1er janvier 2025.

## Transformations par type

### Fusion
| Commune créée                                         | Communes supprimées                             | Régime | Date (et nature) de la décision                                | Date d’effet                                 |
| ----------------------------------------------------- | ----------------------------------------------- | --- | -------------------------------------------------------------- | -------------------------------------------- |
| Villemaréchal                                         | Villemaréchal                                   | Commune nouvelle (avec communes déléguées)                                                                       | Arrêté préfectoral du 19 décembre 2018                         | 1er janvier 2019                             |
| Villemaréchal                                         | Saint-Ange-le-Viel                              | Commune nouvelle (avec communes déléguées)                                                                       | Arrêté préfectoral du 19 décembre 2018                         | 1er janvier 2019                             |
| Beautheil-Saints                                      | Beautheil                                       | Commune nouvelle (SANS communes déléguées depuis le 15-3-2020)                                                   | Arrêté préfectoral du 3 juillet 2018                           | 1er janvier 2019                             |
| Beautheil-Saints                                      | Saints                                          | Commune nouvelle (SANS communes déléguées depuis le 15-3-2020)                                                   | Arrêté préfectoral du 3 juillet 2018                           | 1er janvier 2019                             |
| Chenoise-Cucharmoy                                    | Chenoise                                        | Commune nouvelle (SANS communes déléguées)                                                                       | Arrêté préfectoral du 29 octobre 2018                          | 1er janvier 2019                             |
| Chenoise-Cucharmoy                                    | Cucharmoy                                       | Commune nouvelle (SANS communes déléguées)                                                                       | Arrêté préfectoral du 29 octobre 2018                          | 1er janvier 2019                             |
| Moret-Loing-et-Orvanne                                | Moret Loing et Orvanne                          | Commune nouvelle (avec 5 communes déléguées : Moret-sur-Loing, Écuelles, Épisy, Montarlot et Veneux-les-Sablons) | Arrêté préfectoral du 26 décembre 2016                         | 1er janvier 2017                             |
| Moret-Loing-et-Orvanne                                | Veneux-les-Sablons                              | Commune nouvelle (avec 5 communes déléguées : Moret-sur-Loing, Écuelles, Épisy, Montarlot et Veneux-les-Sablons) | Arrêté préfectoral du 26 décembre 2016                         | 1er janvier 2017                             |
| Moret Loing et Orvanne                                | Orvanne                                         | Commune nouvelle (avec communes déléguées)                                                                       | Arrêté préfectoral du 29 octobre 2015                          | 1er janvier 2016                             |
| Moret Loing et Orvanne                                | Épisy                                           | Commune nouvelle (avec communes déléguées)                                                                       | Arrêté préfectoral du 29 octobre 2015                          | 1er janvier 2016                             |
| Moret Loing et Orvanne                                | Montarlot                                       | Commune nouvelle (avec communes déléguées)                                                                       | Arrêté préfectoral du 29 octobre 2015                          | 1er janvier 2016                             |
| Orvanne                                               | Moret-sur-Loing                                 | Commune nouvelle (avec communes déléguées)                                                                       | Arrêté préfectoral du 2 décembre 2014                          | 1er janvier 2015                             |
| Orvanne                                               | Écuelles                                        | Commune nouvelle (avec communes déléguées)                                                                       | Arrêté préfectoral du 2 décembre 2014                          | 1er janvier 2015                             |
| Saint-Mars-Vieux-Maisons                              | Saint-Mars-en-Brie                              | Fusion association                                                                                               | Arrêté préfectoral du 17 avril 1974                            | 1er mai 1974                                 |
| Saint-Mars-Vieux-Maisons                              | Vieux-Maisons                                   | Fusion association                                                                                               | Arrêté préfectoral du 17 avril 1974                            | 1er mai 1974                                 |
| Louan-Villegruis-Fontaine                             | Louan                                           | Fusion association (fusion simple depuis le 1-1-2017)                                                            | Arrêté préfectoral du 27 février 1973                          | 1er mars 1973                                |
| Louan-Villegruis-Fontaine                             | Fontaine-sous-Montaiguillon                     | Fusion association (fusion simple depuis le 1-1-2017)                                                            | Arrêté préfectoral du 27 février 1973                          | 1er mars 1973                                |
| Louan-Villegruis-Fontaine                             | Villegruis                                      | Fusion association (fusion simple depuis le 1-1-2017)                                                            | Arrêté préfectoral du 27 février 1973                          | 1er mars 1973                                |
| Évry-Grégy-sur-Yerre                                  | Évry-les-Châteaux                               | Fusion association (fusion simple depuis le 1-7-1999)                                                            | Arrêté préfectoral du 29 décembre 1972                         | 1er janvier 1973                             |
| Évry-Grégy-sur-Yerre                                  | Grégy-sur-Yerre                                 | Fusion association (fusion simple depuis le 1-7-1999)                                                            | Arrêté préfectoral du 29 décembre 1972                         | 1er janvier 1973                             |
| Bannost-Villegagnon                                   | Bannost                                         | Fusion association                                                                                               | Arrêté préfectoral du 27 décembre 1972                         | 1er janvier 1973                             |
| Bannost-Villegagnon                                   | Villegagnon                                     | Fusion association                                                                                               | Arrêté préfectoral du 27 décembre 1972                         | 1er janvier 1973                             |
| Beauchery-Saint-Martin                                | Beauchery                                       | Fusion association (fusion simple depuis le 1-1-1978)                                                            | Arrêté préfectoral du 15 décembre 1972                         | 1er janvier 1973                             |
| Beauchery-Saint-Martin                                | Saint-Martin-Chennetron                         | Fusion association (fusion simple depuis le 1-1-1978)                                                            | Arrêté préfectoral du 15 décembre 1972                         | 1er janvier 1973                             |
| La Chapelle-Moutils                                   | La Chapelle-Veronge                             | Fusion association                                                                                               | Arrêté préfectoral du 15 décembre 1972                         | 1er janvier 1973                             |
| La Chapelle-Moutils                                   | Moutils                                         | Fusion association                                                                                               | Arrêté préfectoral du 15 décembre 1972                         | 1er janvier 1973                             |
| Lorrez-le-Bocage-Préaux                               | Lorrez-le-Bocage                                | Fusion association                                                                                               | Arrêté préfectoral du 15 décembre 1972                         | 1er janvier 1973                             |
| Lorrez-le-Bocage-Préaux                               | Préaux                                          | Fusion association                                                                                               | Arrêté préfectoral du 15 décembre 1972                         | 1er janvier 1973                             |
| Lumigny-Nesles-Ormeaux                                | Lumigny                                         | Fusion association (fusion simple depuis le 1-1-2024)                                                            | Arrêtés préfectoraux du 15 décembre 1972 et du 14 février 1973 | 1er janvier 1973                             |
| Lumigny-Nesles-Ormeaux                                | Nesles                                          | Fusion association (fusion simple depuis le 1-1-2024)                                                            | Arrêtés préfectoraux du 15 décembre 1972 et du 14 février 1973 | 1er janvier 1973                             |
| Lumigny-Nesles-Ormeaux                                | Ormeaux                                         | Fusion association (fusion simple depuis le 1-1-2024)                                                            | Arrêtés préfectoraux du 15 décembre 1972 et du 14 février 1973 | 1er janvier 1973                             |
| Ozouer-Courquetaine                                   | Ozouer-le-Voulgis (commune rétablie en 1982)    | Fusion association (dissoute en 1982)                                                                            | Arrêté préfectoral du 15 décembre 1972                         | 1er janvier 1973                             |
| Ozouer-Courquetaine                                   | Courquetaine (commune rétablie en 1982)         | Fusion association (dissoute en 1982)                                                                            | Arrêté préfectoral du 15 décembre 1972                         | 1er janvier 1973                             |
| Grandpuits-Bailly-Carrois                             | Grandpuits                                      | Fusion association (fusion simple depuis le 1-1-2016)                                                            | Arrêté préfectoral du 30 novembre 1972                         | 1er janvier 1973                             |
| Grandpuits-Bailly-Carrois                             | Bailly-Carrois                                  | Fusion association (fusion simple depuis le 1-1-2016)                                                            | Arrêté préfectoral du 30 novembre 1972                         | 1er janvier 1973                             |
| Aubepierre-Ozouer-le-Repos                            | Aubepierre                                      | Fusion association                                                                                               | Arrêté préfectoral du 31 octobre 1972                          | 1er janvier 1973                             |
| Aubepierre-Ozouer-le-Repos                            | Ozouer-le-Repos                                 | Fusion association                                                                                               | Arrêté préfectoral du 31 octobre 1972                          | 1er janvier 1973                             |
| Crécy-la-Chapelle                                     | Crécy-en-Brie                                   | Fusion simple | Arrêté préfectoral du 18 septembre 1972                        | 1er octobre 1972                             |
| Crécy-la-Chapelle                                     | La Chapelle-sur-Crécy                           | Fusion simple | Arrêté préfectoral du 18 septembre 1972                        | 1er octobre 1972                             |
| Bernay-Vilbert                                        | Bernay-en-Brie                                  | Fusion association                                                                                               | Arrêté préfectoral du 31 décembre 1971                         | 14 février 1972                              |
| Bernay-Vilbert                                        | Vilbert                                         | Fusion association                                                                                               | Arrêté préfectoral du 31 décembre 1971                         | 14 février 1972                              |
| Vernou-la-Celle-sur-Seine                             | Vernou-sur-Seine                                | Fusion association (fusion simple depuis le 1-2-1977)                                                            | Arrêté préfectoral du 31 décembre 1971                         | 1er janvier 1972                             |
| Vernou-la-Celle-sur-Seine                             | La Celle-sur-Seine                              | Fusion association (fusion simple depuis le 1-2-1977)                                                            | Arrêté préfectoral du 31 décembre 1971                         | 1er janvier 1972                             |
| Chauconin-Neufmontiers                                | Chauconin                                       | Fusion simple | Arrêté préfectoral du 30 décembre 1971                         | 1er janvier 1972                             |
| Chauconin-Neufmontiers                                | Neufmontiers-lès-Meaux                          | Fusion simple | Arrêté préfectoral du 30 décembre 1971                         | 1er janvier 1972                             |
| Gurcy-le-Châtel                                       | Gurcy-le-Châtel                                 | Fusion simple | Arrêté préfectoral du 25 septembre 1968                        | 23 janvier 1969                              |
| Gurcy-le-Châtel                                       | Chalautre-la-Reposte                            | Fusion simple | Arrêté préfectoral du 25 septembre 1968                        | 23 janvier 1969                              |
| Donnemarie-Dontilly                                   | Donnemarie-en-Montois                           | Fusion simple | Arrêté préfectoral du 31 juillet 1967                          | 31 juillet 1967                              |
| Donnemarie-Dontilly                                   | Dontilly                                        | Fusion simple | Arrêté préfectoral du 31 juillet 1967                          | 31 juillet 1967                              |
| Coulombs-en-Valois                                    | Coulombs                                        | Fusion simple | Arrêté préfectoral du 3 septembre 1964                         | 15 octobre 1964                              |
| Coulombs-en-Valois                                    | Vaux-sous-Coulombs                              | Fusion simple | Arrêté préfectoral du 3 septembre 1964                         | 15 octobre 1964                              |
| Cerneux                                               | Cerneux                                         | Fusion simple | Arrêté préfectoral du 10 juin 1949                             | 8 juillet 1949                               |
| Cerneux                                               | Pierrelez (une partie)                          | Fusion simple | Arrêté préfectoral du 10 juin 1949                             | 8 juillet 1949                               |
| Sancy-lès-Provins                                     | Sancy-lès-Provins                               | Fusion simple | Arrêté préfectoral du 10 juin 1949                             | 8 juillet 1949                               |
| Sancy-lès-Provins                                     | Pierrelez (une partie)                          | Fusion simple | Arrêté préfectoral du 10 juin 1949                             | 8 juillet 1949                               |
| Lagny                                                 | Lagny                                           | Fusion simple | Ordonnance du 27 août 1846                                     | Ordonnance du 27 août 1846                   |
| Lagny                                                 | Saint-Denis-du-Port                             | Fusion simple | Ordonnance du 27 août 1846                                     | Ordonnance du 27 août 1846                   |
| Cocherel                                              | Cocherel                                        | Fusion simple | Ordonnance du 11 décembre 1842                                 | Ordonnance du 11 décembre 1842               |
| Cocherel                                              | Crépoil                                         | Fusion simple | Ordonnance du 11 décembre 1842                                 | Ordonnance du 11 décembre 1842               |
| Chaintreaux                                           | Chaintreaux                                     | Fusion simple | Ordonnance du 5 août 1842                                      | Ordonnance du 5 août 1842                    |
| Chaintreaux                                           | Lagerville                                      | Fusion simple | Ordonnance du 5 août 1842                                      | Ordonnance du 5 août 1842                    |
| Voinsles                                              | Voinsles                                        | Fusion simple | Ordonnance du 27 juin 1842                                     | Ordonnance du 27 juin 1842                   |
| Voinsles                                              | Planoy                                          | Fusion simple | Ordonnance du 27 juin 1842                                     | Ordonnance du 27 juin 1842                   |
| Voinsles                                              | Villeneuve-la-Hurié                             | Fusion simple | Ordonnance du 27 juin 1842                                     | Ordonnance du 27 juin 1842                   |
| Maison-Rouge                                          | Courtevroust                                    | Fusion simple | Loi du 4 juin 1842                                             | Loi du 4 juin 1842                           |
| Maison-Rouge                                          | Landoy                                          | Fusion simple | Loi du 4 juin 1842                                             | Loi du 4 juin 1842                           |
| Voulton                                               | Voulton                                         | Fusion simple | Ordonnance du 18 avril 1842                                    | Ordonnance du 18 avril 1842                  |
| Voulton                                               | Gimbrois                                        | Fusion simple | Ordonnance du 18 avril 1842                                    | Ordonnance du 18 avril 1842                  |
| Voulton                                               | Saint-Martin-des-Champs                         | Fusion simple | Ordonnance du 18 avril 1842                                    | Ordonnance du 18 avril 1842                  |
| Montereau-sur-le-Jard                                 | Montereau-sur-le-Jard                           | Fusion simple | Ordonnance du 22 mars 1842                                     | Ordonnance du 22 mars 1842                   |
| Montereau-sur-le-Jard                                 | Aubigny                                         | Fusion simple | Ordonnance du 22 mars 1842                                     | Ordonnance du 22 mars 1842                   |
| Sivry-Courtry                                         | Sivry                                           | Fusion simple | Ordonnance du 24 février 1842                                  | Ordonnance du 24 février 1842                |
| Sivry-Courtry                                         | Courtry-les-Granges                             | Fusion simple | Ordonnance du 24 février 1842                                  | Ordonnance du 24 février 1842                |
| Crisenoy                                              | Crisenoy                                        | Fusion simple | Ordonnance du 24 février 1842                                  | Ordonnance du 24 février 1842                |
| Crisenoy                                              | Suscy                                           | Fusion simple | Ordonnance du 24 février 1842                                  | Ordonnance du 24 février 1842                |
| Châtenoy                                              | Châtenoy                                        | Fusion simple (dissoute en 1863)                                                                                 | Ordonnance du 10 janvier 1842                                  | Ordonnance du 10 janvier 1842                |
| Châtenoy                                              | Ormesson (commune rétablie en 1863)             | Fusion simple (dissoute en 1863)                                                                                 | Ordonnance du 10 janvier 1842                                  | Ordonnance du 10 janvier 1842                |
| Villeneuve-les-Bordes                                 | Villeneuve-les-Bordes                           | Fusion simple | Ordonnance du 16 août 1841                                     | Ordonnance du 16 août 1841                   |
| Villeneuve-les-Bordes                                 | Valjouan                                        | Fusion simple | Ordonnance du 16 août 1841                                     | Ordonnance du 16 août 1841                   |
| Mormant                                               | Mormant                                         | Fusion simple | Ordonnance du 14 juin 1841,                                    | Ordonnance du 14 juin 1841,                  |
| Mormant                                               | Lady                                            | Fusion simple | Ordonnance du 14 juin 1841,                                    | Ordonnance du 14 juin 1841,                  |
| Saints                                                | Saints                                          | Fusion simple | Ordonnance du 14 juin 1841                                     | Ordonnance du 14 juin 1841                   |
| Saints                                                | La Boissière                                    | Fusion simple | Ordonnance du 14 juin 1841                                     | Ordonnance du 14 juin 1841                   |
| Amponville                                            | Amponville                                      | Fusion simple | Ordonnance du 12 mai 1841                                      | Ordonnance du 12 mai 1841                    |
| Amponville                                            | Jacqueville                                     | Fusion simple | Ordonnance du 12 mai 1841                                      | Ordonnance du 12 mai 1841                    |
| Buthiers                                              | Buthiers                                        | Fusion simple | Ordonnance du 12 mai 1841                                      | Ordonnance du 12 mai 1841                    |
| Buthiers                                              | Herbeauvillers                                  | Fusion simple | Ordonnance du 12 mai 1841                                      | Ordonnance du 12 mai 1841                    |
| Villiers-Saint-Georges                                | Villiers-Saint-Georges                          | Fusion simple | Ordonnance du 21 février 1841                                  | Ordonnance du 21 février 1841                |
| Villiers-Saint-Georges                                | Champcouelle                                    | Fusion simple | Ordonnance du 21 février 1841                                  | Ordonnance du 21 février 1841                |
| Villiers-Saint-Georges                                | Flaix                                           | Fusion simple | Ordonnance du 21 février 1841                                  | Ordonnance du 21 février 1841                |
| Lizy-sur-Ourcq                                        | Lizy-sur-Ourcq                                  | Fusion simple | Ordonnance du 24 juin 1840                                     | Ordonnance du 24 juin 1840                   |
| Lizy-sur-Ourcq                                        | Échampeu                                        | Fusion simple | Ordonnance du 24 juin 1840                                     | Ordonnance du 24 juin 1840                   |
| Saint-Martin-du-Boschet                               | Saint-Martin-du-Boschet                         | Fusion simple | Ordonnance du 7 avril 1840                                     | Ordonnance du 7 avril 1840                   |
| Saint-Martin-du-Boschet                               | Maisoncelles (canton de Villiers-Saint-Georges) | Fusion simple | Ordonnance du 7 avril 1840                                     | Ordonnance du 7 avril 1840                   |
| Claye-Souilly                                         | Claye                                           | Fusion simple | Loi du 25 juillet 1839                                         | Loi du 25 juillet 1839                       |
| Claye-Souilly                                         | Souilly                                         | Fusion simple | Loi du 25 juillet 1839                                         | Loi du 25 juillet 1839                       |
| Mitry-Mory                                            | Mitry                                           | Fusion simple | Ordonnance du 8 mars 1839                                      | Ordonnance du 8 mars 1839                    |
| Mitry-Mory                                            | Mory                                            | Fusion simple | Ordonnance du 8 mars 1839                                      | Ordonnance du 8 mars 1839                    |
| Pontault-Combault                                     | Pontault                                        | Fusion simple | Ordonnance du 8 mars 1839                                      | Ordonnance du 8 mars 1839                    |
| Pontault-Combault                                     | Combault                                        | Fusion simple | Ordonnance du 8 mars 1839                                      | Ordonnance du 8 mars 1839                    |
| Quiers                                                | Quiers                                          | Fusion simple | Ordonnance du 8 mars 1839                                      | Ordonnance du 8 mars 1839                    |
| Quiers                                                | La Fermeté                                      | Fusion simple | Ordonnance du 8 mars 1839                                      | Ordonnance du 8 mars 1839                    |
| Verneuil                                              | Verneuil                                        | Fusion simple | Ordonnance du 8 mars 1839                                      | Ordonnance du 8 mars 1839                    |
| Verneuil                                              | L'Étang                                         | Fusion simple | Ordonnance du 8 mars 1839                                      | Ordonnance du 8 mars 1839                    |
| Aubepierre                                            | Aubepierre                                      | Fusion simple | Ordonnance du 3 janvier 1839                                   | Ordonnance du 3 janvier 1839                 |
| Aubepierre                                            | Pecqueux                                        | Fusion simple | Ordonnance du 3 janvier 1839                                   | Ordonnance du 3 janvier 1839                 |
| Vendrest                                              | Vendrest                                        | Fusion simple | Ordonnance du 3 janvier 1839                                   | Ordonnance du 3 janvier 1839                 |
| Vendrest                                              | Rademont                                        | Fusion simple | Ordonnance du 3 janvier 1839                                   | Ordonnance du 3 janvier 1839                 |
| Jaignes                                               | Jaignes                                         | Fusion simple | Ordonnance du 22 mars 1835                                     | Ordonnance du 22 mars 1835                   |
| Jaignes                                               | Les Essarts-Grandchamp (une partie)             | Fusion simple | Ordonnance du 22 mars 1835                                     | Ordonnance du 22 mars 1835                   |
| Tancrou                                               | Tancrou                                         | Fusion simple | Ordonnance du 22 mars 1835                                     | Ordonnance du 22 mars 1835                   |
| Tancrou                                               | Les Essarts-Grandchamp (une partie)             | Fusion simple | Ordonnance du 22 mars 1835                                     | Ordonnance du 22 mars 1835                   |
| Roissy-Pontcarré                                      | Roissy                                          | Fusion simple (dissoute en 1829)                                                                                 | Décret du 13 août 1810                                         | Décret du 13 août 1810                       |
| Roissy-Pontcarré                                      | Pontcarré (commune rétablie en 1829)            | Fusion simple (dissoute en 1829)                                                                                 | Décret du 13 août 1810                                         | Décret du 13 août 1810                       |
| Chevry-Cossigny                                       | Chevry                                          | Fusion simple | Décret du 23 mai 1810                                          | Décret du 23 mai 1810                        |
| Chevry-Cossigny                                       | Cossigny                                        | Fusion simple | Décret du 23 mai 1810                                          | Décret du 23 mai 1810                        |
| Férolles-Attilly                                      | Férolles                                        | Fusion simple | Décret du 3 août 1808                                          | Décret du 3 août 1808                        |
| Férolles-Attilly                                      | Attilly                                         | Fusion simple | Décret du 3 août 1808                                          | Décret du 3 août 1808                        |
| Congis                                                | Congis                                          | Fusion simple | Décret du 31 mai 1807                                          | Décret du 31 mai 1807                        |
| Congis                                                | Villiers-lès-Rigault                            | Fusion simple | Décret du 31 mai 1807                                          | Décret du 31 mai 1807                        |
| Quincy-Ségy                                           | Quincy                                          | Fusion simple | Décret du 16 mars 1807,                                        | Décret du 16 mars 1807,                      |
| Quincy-Ségy                                           | Ségy                                            | Fusion simple | Décret du 16 mars 1807,                                        | Décret du 16 mars 1807,                      |
| Croissy-Beaubourg                                     | Croissy                                         | Fusion simple | Arrêté du 1er floréal an XII (21 avril 1804)                   | Arrêté du 1er floréal an XII (21 avril 1804) |
| Croissy-Beaubourg                                     | Beaubourg                                       | Fusion simple | Arrêté du 1er floréal an XII (21 avril 1804)                   | Arrêté du 1er floréal an XII (21 avril 1804) |
| Mortefontaine (Oise)                                  | Mortefontaine (Oise)                            | Fusion simple | Fusion effectuée entre 1795 et 1800                            | Fusion effectuée entre 1795 et 1800          |
| Mortefontaine (Oise)                                  | Montmélian                                      | Fusion simple | Fusion effectuée entre 1795 et 1800                            | Fusion effectuée entre 1795 et 1800          |
| Torcy                                                 | Torcy                                           | Fusion simple | Décret du 2 août 1792                                          | Décret du 2 août 1792                        |
| Torcy                                                 | Saint-Germain-des-Noyers                        | Fusion simple | Décret du 2 août 1792                                          | Décret du 2 août 1792                        |
| Saint-Martin-Chennetron                               | Saint-Martin-Chennetron                         | Fusion simple | Fusion effectuée en 1792,                                      | Fusion effectuée en 1792,                    |
| Saint-Martin-Chennetron                               | Bonsac                                          | Fusion simple | Fusion effectuée en 1792,                                      | Fusion effectuée en 1792,                    |
| Crouy-sur-Ourcq                                       | Crouy-sur-Ourcq                                 | Fusion simple | Fusion effectuée en 1792,                                      | Fusion effectuée en 1792,                    |
| Crouy-sur-Ourcq                                       | Gesvres-le-Duc                                  | Fusion simple | Fusion effectuée en 1792,                                      | Fusion effectuée en 1792,                    |
| Crouy-sur-Ourcq                                       | Tresmes                                         | Fusion simple | Fusion effectuée en 1792,                                      | Fusion effectuée en 1792,                    |
| Tournan                                               | Tournan                                         | Fusion simple | Loi du 8 juillet 1791                                          | Loi du 8 juillet 1791                        |
| Tournan                                               | La Madeleine                                    | Fusion simple | Loi du 8 juillet 1791                                          | Loi du 8 juillet 1791                        |
| Courtry-les-Granges                                   | Courtry                                         | Fusion simple | Décret du 8 juillet 1791                                       | Décret du 8 juillet 1791                     |
| Courtry-les-Granges                                   | Ailly                                           | Fusion simple | Décret du 8 juillet 1791                                       | Décret du 8 juillet 1791                     |
| Courtry-les-Granges                                   | Milly-les-Granges                               | Fusion simple | Décret du 8 juillet 1791                                       | Décret du 8 juillet 1791                     |
| Crisenoy                                              | Crisenoy                                        | Fusion simple | Décret du 8 juillet 1791                                       | Décret du 8 juillet 1791                     |
| Crisenoy                                              | Champigny                                       | Fusion simple | Décret du 8 juillet 1791                                       | Décret du 8 juillet 1791                     |
| Bailly-Carrois                                        | Bailly                                          | Fusion simple | Décret du 8 juillet 1791                                       | Décret du 8 juillet 1791                     |
| Bailly-Carrois                                        | Carrois                                         | Fusion simple | Décret du 8 juillet 1791                                       | Décret du 8 juillet 1791                     |
| Château-Landon                                        | Château-Landon                                  | Fusion simple | Décret du 8 juillet 1791                                       | Décret du 8 juillet 1791                     |
| Château-Landon                                        | Néronville                                      | Fusion simple | Décret du 8 juillet 1791                                       | Décret du 8 juillet 1791                     |
| [[Isles-les-Meldeuses\|Isles-Armentières]]Armentières | Armentières                                     | Fusion simple | Fusion effectuée en 1790                                       | Fusion effectuée en 1790                     |
| [[Isles-les-Meldeuses\|Isles-Armentières]]Armentières | Isles-les-Meldeuses                             | Fusion simple | Fusion effectuée en 1790                                       | Fusion effectuée en 1790                     |
| Saint-Fargeau                                         | Saint-Fargeau                                   | Fusion simple | Fusion effectuée entre 1790 et 1794                            | Fusion effectuée entre 1790 et 1794          |
| Saint-Fargeau                                         | Jonville                                        | Fusion simple | Fusion effectuée entre 1790 et 1794                            | Fusion effectuée entre 1790 et 1794          |

### Création, rétablissement et suppression
| Nom                 | Commune affectée                        | Mode de création              | Date (et nature) de la décision       | Date d’effet                         |
| ------------------- | --------------------------------------- | ----------------------------- | ------------------------------------- | ------------------------------------ |
| Courquetaine        | Ozouer-Courquetaine (commune démembrée) | Rétablissement et suppression | Arrêté préfectoral du 2 novembre 1981 | 1er janvier 1982                     |
| Ozouer-le-Voulgis   | Ozouer-Courquetaine (commune démembrée) | Rétablissement et suppression | Arrêté préfectoral du 2 novembre 1981 | 1er janvier 1982                     |
| Darvault            | Fromonville                             | Démembrement                  | Loi du 23 décembre 1913               | Loi du 23 décembre 1913              |
| Pamfou              | Machault                                | Démembrement                  | Loi du 17 avril 1906                  | Loi du 17 avril 1906                 |
| Armentières         | Isles-Armentières (commune démembrée)   | Démembrement et suppression   | Loi du 17 avril 1906                  | Loi du 17 avril 1906                 |
| Isles-les-Meldeuses | Isles-Armentières (commune démembrée)   | Démembrement et suppression   | Loi du 17 avril 1906                  | Loi du 17 avril 1906                 |
| Barbizon            | Chailly-en-Bière                        | Démembrement                  | Loi du 20 novembre 1903               | Loi du 20 novembre 1903              |
| Lizines             | Lizines-Sognolles (commune démembrée)   | Démembrement et suppression   | Loi du 21 juillet 1874                | Loi du 21 juillet 1874               |
| Sognolles           | Lizines-Sognolles (commune démembrée)   | Démembrement et suppression   | Loi du 21 juillet 1874                | Loi du 21 juillet 1874               |
| Jutigny             | Paroy                                   | Démembrement                  | Arrêté préfectoral du 7 février 1870  | Arrêté préfectoral du 7 février 1870 |
| Ormesson            | Châtenoy                                | Démembrement                  | Décret impérial du 11 juillet 1863    | Décret impérial du 11 juillet 1863   |
| Roissy              | Roissy-Pontcarré (commune démembrée)    | Démembrement et suppression   | Ordonnance du 3 juin 1829             |                                      |
| Pontcarré           | Roissy-Pontcarré (commune démembrée)    | Démembrement et suppression   | Ordonnance du 3 juin 1829             |                                      |

### Modification du nom officiel
| Nom                      | Ancien nom                 | Date (et nature) de la décision |
| ------------------------ | -------------------------- | ------------------------------- |
| Moncourt-Fromonville     | Montcourt-Fromonville      | Décret du 8 août 2024           |
| Saint-Rémy-de-la-Vanne   | Saint-Rémy-la-Vanne        | Décret du 18 octobre 2023       |
| Ferrières-en-Brie        | Ferrières                  | Décret du 7 août 1996           |
| Conches-sur-Gondoire     | Conches                    | Décret du 26 mars 1993          |
| Montereau-Fault-Yonne    | Montereau-Faut-Yonne       | Décret du 5 août 1992           |
| Roissy-en-Brie           | Roissy                     | Décret du 21 juin 1988          |
| Chanteloup-en-Brie       | Chanteloup                 | Décret du 30 janvier 1987       |
| Montceaux-lès-Meaux      | Montceaux                  | Décret du 10 mars 1981          |
| Arbonne-la-Forêt         | Arbonne                    | Décret du 8 février 1974        |
| Congis-sur-Thérouanne    | Congis                     | Décret du 8 février 1974        |
| Lagny-sur-Marne          | Lagny                      | Décret du 10 mars 1971          |
| Montgé-en-Goële          | Montgé                     | Décret du 25 novembre 1970      |
| Courcelles-en-Bassée     | Courcelles                 | Décret du 26 décembre 1968      |
| Champs-sur-Marne         | Champs                     | Décret du 3 avril 1962          |
| Saint-Fargeau-Ponthierry | Saint-Fargeau              | Décret du 19 août 1961          |
| Trocy-en-Multien         | Trocy                      | Décret du 30 septembre 1958     |
| Gretz-Armainvilliers     | Gretz                      | Décret du 21 octobre 1950       |
| Saint-Ouen-en-Brie       | Saint-Ouen                 | Décret du 18 octobre 1950       |
| Saint-Just-en-Brie       | Saint-Just                 | Décret du 3 août 1946           |
| Vaudoy-en-Brie           | Vaudoy                     | Décret du 22 décembre 1943      |
| Le Mée-sur-Seine         | Le Mée                     | Décret du 12 mars 1939          |
| Armentières-en-Brie      | Armentières                | Décret du 27 avril 1937         |
| Laval-en-Brie            | Laval                      | Décrets du 11 avril 1937        |
| La Madeleine-sur-Loing   | La Madeleine               | Décrets du 11 avril 1937        |
| Cessoy-en-Montois        | Cessoy                     | Décret du 3 décembre 1936       |
| Rozay-en-Brie            | Rozoy-en-Brie              | Décret du 25 juillet 1934       |
| Vulaines-lès-Provins     | Vulaines-en-Brie           | Décret du 25 juillet 1934       |
| Couilly-Pont-aux-Dames   | Couilly                    | Décret du 21 janvier 1930       |
| Liverdy-en-Brie          | Liverdy                    | Décret du 31 décembre 1929      |
| Soisy-Bouy               | Soisy                      | Décret du 27 juin 1929          |
| Quincy-Voisins           | Quincy-Ségy                | Décret du 2 mars 1929           |
| Montcourt-Fromonville    | Fromonville                | Décret du 15 décembre 1926      |
| Achères-la-Forêt         | Achères                    | Décret du 17 juillet 1926,      |
| Augers-en-Brie           | Augers                     | Décret du 17 juillet 1926,      |
| Crèvecœur-en-Brie        | Crèvecœur                  | Décret du 19 août 1924          |
| La Houssaye-en-Brie      | La Houssaye                | Décret du 19 août 1924          |
| Livry-sur-Seine          | Livry                      | Décret du 19 août 1924          |
| Marles-en-Brie           | Marles                     | Décret du 19 août 1924          |
| Mons-en-Montois          | Mons                       | Décret du 19 août 1924          |
| Tournan-en-Brie          | Tournan                    | Décret du 17 juillet 1923       |
| Souppes-sur-Loing        | Souppes                    | Décret du 6 août 1922           |
| Veneux-les-Sablons       | Veneux-Nadon               | Décret du 4 février 1922        |
| Leudon-en-Brie           | Leudon                     | Décret du 7 janvier 1921        |
| Crégy-lès-Meaux          | Crégy                      | Décret du 18 novembre 1919      |
| Neufmoutiers-en-Brie     | Neufmoutiers               | Décret du 18 novembre 1919      |
| Saint-Mars-en-Brie       | Saint-Mars                 | Décret du 18 novembre 1919      |
| Bourron-Marlotte         | Bourron                    | Décret du 24 octobre 1919       |
| Maisoncelles-en-Gâtinais | Maisoncelles               | Décret du 12 mai 1919           |
| Sognolles-en-Montois     | Sognolles                  | Décret du 12 mai 1919           |
| Soignolles-en-Brie       | Soignolles                 | Décret du 12 mai 1919           |
| Saint-Germain-sur-Morin  | Saint-Germain-lès-Couilly  | Décret du 14 octobre 1915       |
| Changis-sur-Marne        | Changis                    | Décret du 26 août 1915          |
| Presles-en-Brie          | Presles                    | Décret du 26 août 1915          |
| Bernay-en-Brie           | Bernay                     | Décret du 1er août 1913         |
| Grégy-sur-Yerre          | Grégy                      | Décret du 1er août 1913         |
| Thorigny-sur-Marne       | Thorigny                   | Décret du 1er août 1913         |
| Reuil-en-Brie            | Reuil                      | Décret du 30 janvier 1912       |
| Bagneaux-sur-Loing       | Bagneaux                   | Décret du 11 novembre 1911      |
| Vaires-sur-Marne         | Vaires                     | Décret du 11 novembre 1911      |
| Varennes-sur-Seine       | Varennes                   | Décret du 11 novembre 1911      |
| Brou-sur-Chantereine     | Brou                       | Décret du 1er mars 1911         |
| Noisy-Rudignon           | Noisy-le-Sec               | Décret du 8 novembre 1910       |
| Neufmontiers-lès-Meaux   | Neufmontiers               | Décret du 5 décembre 1908       |
| Verneuil-l'Étang         | Verneuil                   | Décret du 11 août 1906          |
| Chaumes-en-Brie          | Chaumes                    | Décret du 7 septembre 1905      |
| Vernou-sur-Seine         | Vernou                     | Décret du 18 juillet 1904       |
| Treuzy-Levelay           | Treuzy                     | Décret du 14 décembre 1903      |
| Samois-sur-Seine         | Samois                     | Décret du 5 janvier 1903        |
| La Celle-sur-Seine       | La Celle-sous-Moret        | Décret du 19 juillet 1902       |
| Fresnes-sur-Marne        | Fresnes                    | Décret du 24 décembre 1901      |
| Champagne-sur-Seine      | Champagne                  | Décret du 1er septembre 1899    |
| Beaumont-du-Gâtinais     | Beaumont                   | Décret du 31 décembre 1895      |
| Vulaines-en-Brie         | Vulaines                   | Décret du 23 novembre 1893      |
| Grez-sur-Loing           | Grez                       | Décret du 3 décembre 1892       |
| Longueville              | Lourps                     | Décret du 17 décembre 1888      |
| Valence-en-Brie          | Valence                    | Décret du 25 juin 1888          |
| Voulangis                | Saint-Martin-lès-Voulangis | Décret du 5 juillet 1887        |
| Cannes-Écluse            | Cannes                     | Décret du 3 août 1886           |
| Orly-sur-Morin           | Orly                       | Décret du 26 décembre 1873      |
| La Ferté-sous-Jouarre    | La Ferté-sur-Morin         | Changement effectué en 1797     |

### Modifications de limites communales
| La commune de ...                                            | ... cède du territoire à la commune de ...                   | Précisions                                                                 | Date (et nature) de la décision                     |
| ------------------------------------------------------------ | ------------------------------------------------------------ | -------------------------------------------------------------------------- | --------------------------------------------------- |
| Chessy                                                       | Montévrain                                                   | Superficie de 95,22 ca Parcelle cadastrée section AK n°59                  | 30 mars 2023 (Décret)                               |
| Montévrain                                                   | Chessy                                                       | Superficie de 44,88 ca Parcelles cadastrées section C n°272 et 1112        | 30 mars 2023 (Décret)                               |
| Combs-la-Ville Quincy-sous-Sénart (département de l'Essonne) | Quincy-sous-Sénart (département de l'Essonne) Combs-la-Ville | Limite séparative fixée le long de l'axe (...) de la rue du Colonel Fabien | 5 novembre 2008 (Décret)                            |
| La Rochette                                                  | Dammarie-les-Lys                                             |                                                                            | 3 juillet 1998 (Décret)                             |
| Treuzy-Levelay                                               | Villemer                                                     | Lieu-dit les Pièces de Bezanleu 2 habitants Superficie de 11 ha 33 a 06 ca | 14 mars 1984 (Décret)                               |
| La Chapelle-Gauthier                                         | Châtillon-la-Borde                                           | 2 habitants Superficie de 1 ha 34 a 10 ca                                  | 19 juillet 1976 (Décret)                            |
| Châtillon-la-Borde                                           | La Chapelle-Gauthier                                         | Superficie de 4 ha                                                         | 19 juillet 1976 (Décret)                            |
| Chauconin                                                    | Meaux                                                        | 47 habitants                                                               | 10 janvier 1969 (Décret)                            |
| Annet-sur-Marne                                              | Carnetin                                                     | 2 habitants Superficie de 8 ha 44 a 12 ca                                  | 18 octobre 1967 (Décret)                            |
| Fontainebleau Avon                                           | Avon Fontainebleau                                           |                                                                            | 27 juin 1967 (Arrêté)                               |
| Saint-Pathus Oissery                                         | Oissery Saint-Pathus                                         |                                                                            | 27 décembre 1965 (Arrêté)                           |
| Darvault                                                     | Nemours                                                      | 203 habitants                                                              | 13 août 1963 (Arrêté)                               |
| Bussy-Saint-Georges                                          | Ferrières                                                    | 5 habitants                                                                | 27 avril 1963 (Arrêté)                              |
| Poigny                                                       | Provins                                                      | 22 habitants                                                               | 1er août 1962 (Arrêté)                              |
| Saint-Martin-des-Champs                                      | La Ferté-Gaucher                                             | Hameau de la Maison-Dieu 52 habitants                                      | 13 avril 1962 (Décret)                              |
| Chelles Brou-sur-Chantereine                                 | Brou-sur-Chantereine Chelles                                 |                                                                            | 9 juillet 1955 (Arrêté)                             |
| Bussy-Saint-Martin                                           | Collégien                                                    | Hameau du Petit-Bussy Superficie de 1 ha 26 a 55 ca                        | 20 janvier 1953 (Arrêté)                            |
| Larchant                                                     | Amponville                                                   |                                                                            | 7 février 1948 (Arrêté)                             |
| Montreuil-aux-Lions (département de l'Aisne) Dhuisy          | Dhuisy Montreuil-aux-Lions (département de l'Aisne)          |                                                                            | 13 mai 1936 (Décret)                                |
| Pontault-Combault                                            | Émerainville                                                 | Superficie de 2 ha 78 a 53 ca                                              | 29 mars 1936 (Loi)                                  |
| Émerainville                                                 | Pontault-Combault                                            | Superficie de 59 a 45 ca                                                   | 29 mars 1936 (Loi)                                  |
| Chalautre-la-Petite                                          | Soisy                                                        | Hameau de Bouy                                                             | 5 mars 1926 (Loi)                                   |
| Mouroux                                                      | Giremoutiers                                                 |                                                                            | 4 février 1916 (Décret)                             |
| Gouaix                                                       | Soisy                                                        |                                                                            | 9 août 1912 (Décret)                                |
| Sainte-Aulde Bézu-le-Guéry (département de l'Aisne)          | Bézu-le-Guéry (département de l'Aisne) Sainte-Aulde          |                                                                            | 8 septembre 1909 (Décret)                           |
| La Chapelle-sur-Crécy                                        | Crécy-en-Brie                                                |                                                                            | 30 septembre 1908 (Délibération du conseil général) |
| Thorigny                                                     | Lagny                                                        | l'île de la Gourdine                                                       | 14 février 1880 (Décret)                            |
| Nanteuil-lez-Meaux                                           | Meaux                                                        | Superficie de 1 ha 18 a 66 ca                                              | 31 mars 1877 (Décret)                               |
| Saacy-sur-Marne                                              | Bussières                                                    | Hameau de Bois-Martin                                                      | 27 décembre 1876 (Décret)                           |
| Montgé Vinantes                                              | Vinantes Montgé                                              |                                                                            | 29 novembre 1875 (Décret)                           |
| Bussières                                                    | Saint-Ouen                                                   | Village des Hameaux                                                        | 1er juillet 1865 (Loi)                              |
| Écuelles                                                     | Moret                                                        |                                                                            | 25 avril 1855 (Loi)                                 |
| Varennes                                                     | Montereau-Faut-Yonne                                         |                                                                            | 19 février 1855 (Loi)                               |
| Méry-sur-Marne                                               | Nanteuil-sur-Marne                                           | Section de Passy                                                           | 11 juin 1852 (Loi)                                  |
| Chailly                                                      | Marolles                                                     |                                                                            | 17 juin 1846 (Loi)                                  |
| Coulommiers Mouroux                                          | Mouroux Coulommiers                                          |                                                                            | 18 juin 1843 (Loi)                                  |
| Varinfroy (département de l'Oise) May                        | May Varinfroy (département de l'Oise)                        |                                                                            | 20 juin 1836 (Loi)                                  |
| May Rouvres (département de l'Oise)                          | Rouvres (département de l'Oise) May                          |                                                                            | 11 mai 1836 (Loi)                                   |
| Vincy-Manœuvre                                               | Réez-Fosse-Martin (département de l'Oise)                    |                                                                            | 11 mai 1836 (Loi)                                   |
| Acy-en-Multien (département de l'Oise)                       | Vincy-Manœuvre                                               |                                                                            | 11 mai 1836 (Loi)                                   |
| Beaumont                                                     | Boësse (département du Loiret)                               |                                                                            | 19 juin 1835 (Loi)                                  |
| Leudon Beton-Bazoches                                        | Beton-Bazoches Leudon                                        |                                                                            | 25 mai 1835 (Loi)                                   |
| Aubepierre Courpalay Gastins                                 | Courpalay Gastins Aubepierre                                 |                                                                            | 29 mai 1834 (Loi)                                   |
| Vemars (auj. département du Val-d'Oise) Moussy-le-Neuf       | Moussy-le-Neuf Vemars (auj. département du Val-d'Oise)       | Limite fixée au chemin de Noisy à Vemars                                   | 13 avril 1803 (Arrêté) (23 germinal an 11)          |

## Statuts particuliers

### Communes associées
Lorsque la ligne du tableau prend la couleur rose dragée, cela signifie que la commune n’a plus actuellement le statut de commune associée, à la suite d'une fusion ou d'une défusion.
| Nom de la commune           | Code INSEE | Fusion-association                     | Fusion-association | Fusion-association  | Fusion-association                       | D - Défusion ou F - transformation de l'association en fusion simple | D - Défusion ou F - transformation de l'association en fusion simple | D - Défusion ou F - transformation de l'association en fusion simple | D - Défusion ou F - transformation de l'association en fusion simple |
| Nom de la commune           | Code INSEE | date de la décision                    | date d'effet       | commune absorbante  | nom de la commune résultant de la fusion | D/F                                                                  | date de la décision                                                  | date d'effet                                                         | commentaire                                                          |
| --------------------------- | ---------- | -------------------------------------- | ------------------ | ------------------- | ---------------------------------------- | -------------------------------------------------------------------- | -------------------------------------------------------------------- | -------------------------------------------------------------------- | -------------------------------------------------------------------- |
| Ozouer-le-Repos             | 77351      | Arrêté préfectoral du 31 octobre 1972  | 1er janvier 1973   | Aubepierre          | Aubepierre-Ozouer-le-Repos               |                                                                      |                                                                      |                                                                      |                                                                      |
| Villegagnon                 | 77502      | Arrêté préfectoral du 27 décembre 1972 | 1er janvier 1973   | Bannost             | Bannost-Villegagnon                      |                                                                      |                                                                      |                                                                      |                                                                      |
| Saint-Martin-Chennetron     | 77422      | Arrêté préfectoral du 15 décembre 1972 | 1er janvier 1973   | Beauchery           | Beauchery-Saint-Martin                   | F                                                                    | Arrêté préfectoral du 30 décembre 1977                               | 1er janvier 1978                                                     | Fusion simple                                                        |
| Vilbert                     | 77499      | Arrêté préfectoral du 31 décembre 1971 | 14 février 1972    | Bernay-en-Brie      | Bernay-Vilbert                           |                                                                      |                                                                      |                                                                      |                                                                      |
| Moutils                     | 77324      | Arrêté préfectoral du 15 décembre 1972 | 1er janvier 1973   | La Chapelle-Véronge | La Chapelle-Moutils                      |                                                                      |                                                                      |                                                                      |                                                                      |
| Grégy-sur-Yerre             | 77213      | Arrêté préfectoral du 29 décembre 1972 | 1er janvier 1973   | Évry-les-Châteaux   | Évry-Grégy-sur-Yerre                     |                                                                      |                                                                      |                                                                      |                                                                      |
| Bailly-Carrois              | 77017      | Arrêté préfectoral du 30 novembre 1972 | 1er janvier 1973   | Grandpuits          | Grandpuits-Bailly-Carrois                |                                                                      |                                                                      |                                                                      |                                                                      |
| Préaux                      | 77375      | Arrêté préfectoral du 15 décembre 1972 | 1er janvier 1973   | Lorrez-le-Bocage    | Lorrez-le-Bocage-Préaux                  |                                                                      |                                                                      |                                                                      |                                                                      |
| Fontaine-sous-Montaiguillon | 77189      | Arrêté préfectoral du 27 février 1973  | 1er mars 1973      | Louan               | Louan-Villegruis-Fontaine                |                                                                      |                                                                      |                                                                      |                                                                      |
| Villegruis                  | 77503      | Arrêté préfectoral du 27 février 1973  | 1er mars 1973      | Louan               | Louan-Villegruis-Fontaine                |                                                                      |                                                                      |                                                                      |                                                                      |
| Nesles                      | 77334      | Arrêté préfectoral du 15 décembre 1972 | 1er janvier 1973   | Lumigny             | Lumigny-Nesles-Ormeaux                   |                                                                      |                                                                      |                                                                      |                                                                      |
| Ormeaux                     | 77346      | Arrêté préfectoral du 15 décembre 1972 | 1er janvier 1973   | Lumigny             | Lumigny-Nesles-Ormeaux                   |                                                                      |                                                                      |                                                                      |                                                                      |
| Courquetaine                | 77136      | Arrêté préfectoral du 15 décembre 1972 | 1er janvier 1973   | Ozouer-le-Voulgis   | Ozouer-Courquetaine                      | D                                                                    | Arrêté préfectoral du 2 novembre 1981                                | 1er janvier 1982                                                     | Ozouer-Courquetaine reprend le nom d'Ozouer-le-Voulgis               |
| Vieux-Maisons               | 77497      | Décret du 17 avril 1974                | 1er mai 1974       | Saint-Mars-en-Brie  | Saint-Mars-Vieux-Maisons                 |                                                                      |                                                                      |                                                                      |                                                                      |
| La Celle-sur-Seine          | 77064      | Arrêté préfectoral du 31 décembre 1971 | 1er janvier 1972   | Vernou-sur-Seine    | Vernou-la-Celle-sur-Seine                | F                                                                    | Arrêté préfectoral du 25 janvier 1977                                | 1er février 1977                                                     | Fusion simple                                                        |

### Communes déléguées
Liste des communes ayant, ou ayant eu (en italique), à la suite d'une fusion, le statut de commune déléguée (le chef-lieu est marqué d'un astérisque) dans une commune nouvelle.
| Nom de la commune  | Code INSEE | Fusion                                 | Fusion           | Fusion                                   | Fusion |
| Nom de la commune  | Code INSEE | Décision                               | Date d'effet     | Nom de la commune résultant de la fusion |        |
| ------------------ | ---------- | -------------------------------------- | ---------------- | ---------------------------------------- | ------ |
| Écuelles           | 77166      | Arrêté préfectoral du 2 décembre 2014  | 1er janvier 2015 | Moret-Loing-et-Orvanne                   |        |
| Moret-sur-Loing*   | 77316      | Arrêté préfectoral du 2 décembre 2014  | 1er janvier 2015 | Moret-Loing-et-Orvanne                   |        |
| Épisy              | 77170      | Arrêté préfectoral du 29 octobre 2015  | 1er janvier 2016 | Moret-Loing-et-Orvanne                   |        |
| Montarlot          | 77299      | Arrêté préfectoral du 29 octobre 2015  | 1er janvier 2016 | Moret-Loing-et-Orvanne                   |        |
| Veneux-les-Sablons | 77491      | Arrêté préfectoral du 26 décembre 2016 | 1er janvier 2017 | Moret-Loing-et-Orvanne                   |        |